# Рауль-Дюваль, Морис
Морис Рауль-Дюваль (фр. Maurice Raoul-Duval; 27 апреля 1866, Ле-Пек — 5 мая 1916, Верден) — французский игрок в поло, бронзовый призёр летних Олимпийских игр 1900.
На Играх Рауль-Дюваль входил в состав второй смешанной команды, которая сразу прошла в полуфинал, но проиграла там первой смешанной сборной. Несмотря на это, он заняла третье место и выиграла бронзовые медали.
Также он играл за французскую команду, но она только проиграла в четвертьфинале первой смешанной сборной.
Рауль-Дюваль умер в битве под Верденом.